# Henri Pigniat
Henri Pigniat, surnommé « Ti Roy », né le 12 septembre 1949 à Port-au-Prince (Haïti), aveugle de naissance, est auteur-compositeur-interprète, chef d'orchestre, arrangeur, chanteur, organiste et pianiste. De nationalité française aujourd'hui, chevalier de l'ordre national du Mérite depuis 1997, il est marié père de trois filles.
Il a à son actif la composition et l'enregistrement de nombreux albums à la direction d'orchestres haïtiens dont le plus célèbre reste les Loups Noirs. On le retrouve ensuite à la tête de formations martiniquaises comme les Vikings, Explosion, Ovation et Medley. Il se lança également dans le jazz avec sa formation Henri Pigniat Quartette.
Depuis le 11 janvier 1997, Henri Pigniat est le créateur et le président de l'Association pour la préparation et la promotion des artistes handicapés de la Martinique (APPAHM).

## Biographie
Ce pianiste professionnel originaire d'Haïti vit à la Martinique depuis 1976. Né aveugle le 12 septembre 1949, il fait ses études à l'école Saint-Vincent-de-Paul de Port-au-Prince ; c'est en braille qu'il étudie le solfège, et il reçoit une éducation musicale riche et variée : guitare, accordéon, flûte, piano, mais l'orgue le conquiert totalement. 
Il passe aussi une bonne partie de son adolescence aux États-Unis, où s'exile sa famille. Malgré sa cécité et grâce à la persévérance de ses parents, et particulièrement de son père, il continue de recevoir durant toute son enfance une éducation sociale et musicale rigide et coordonnée.
Entre 1969 et 1976 il évolue dans le groupe haïtien les Loups Noir aux commandes de son instrument fétiche, l'orgue, sillonnant la Caraïbe, le Canada, les États-Unis où il a séjourné 13 mois et l'Europe. Il joue ce que l'on appelait alors le « compas direct » ou « cadence rampa », l'ancêtre du zouk actuel. Il contribue avec ce groupe à la réalisation d'une douzaine d'albums, puis il retourne au piano avec le groupe Ovation qu'il crée.
Il décide en 1976 de s'installer en Martinique ; il y rencontre Arlette, future mère de ses trois filles. Il doit s'y reprendre à deux fois pour être reconnues marié : la première fois en 1974, le couple se dit « oui » à la mairie de Port-au-Prince, mais ils ne font pas enregistrer leur mariage par l'ambassade de France. Quand Arlette se présente à la mairie de Fort-de-France, en 1976, pour se faire établir des papiers, ils apprennent qu'ils ne sont pas mariés. Ils repartent en Haïti où le mariage est refait dans les règles.
On le voit évoluer en tant que chef d'orchestre et pianiste à la tête de formations martiniquaises : à partir de 1976 dans les Vikings de Martinique trois albums, en 1979 Maud et Ti Roi un album. À partir de 1980 il joue avec le groupe Sympas qui sort un album, avec Explosion qui en produit trois, puis avec le groupe Ovation. en 1993, il forme ensuite le groupe Meddley avec lequel il sillonne durant cette période les paillotes de l'île.
Henri Pigniat est également un amateur de jazz, aussi il crée en parallèle en 1987 un quartet dans lequel on retrouve des musiciens comme Christian Florentiny, Charles Lucien, Daniel Jalta, José Zébina et Luther François. Il remporte le deuxième prix du concours de musique jazz des Antilles-Guyane organisé par le CMAC (Centre martiniquais d’action culturelle) et le SERMAC (Service municipal d’action culturelle) lors des Troisièmes Rencontres de jazz, parmi une vingtaine de participants. On le retrouve ensuite avec son groupe dans tous les festivals culturels de Martinique dédiés à cette musique.
Il abandonne partiellement sa profession de musicien en devenant militant et défenseur de la cause des personnes handicapées, créant en 1998 l'APPAHM (Association pour la préparation et la oromotion des artistes handicapés de la Martinique) dont il est le président. Dans le cadre de ce mandat, il milite pour la reconnaissance et les droits de ces personnes. Henri Pigniat est en outre président de la zone francophone du CCB (Conseil caraïbéen des aveugles), Vice-président du CAPAPH (Collectif d'associations pour l'autonomie des personnes handicapés), Vice-président de l'AMPEA (Association martiniquaise de parents d'enfants aveugle et mal-voyants), membre du conseil d'administration de l'URASS (Union régionale des associations du secteur social), Membre du bureau du comité exécutif de la MDPH (Maison départementale des personnes handicapés), Membre du conseil d'administration de BIBLISONAG (Bibliothèque des aveugles), Past-président du Lions Club Fort Saint-Louis, etc.